# Gran City Pop
Albums de Paulina Rubio
Ananda
Singles
1. Causa y efecto
Sortie : 30 mars 2009
2. Ni Rosas ni Juguetes
Sortie : 17 août 2009

Gran City Pop est le neuvième album studio de la chanteuse mexicaine Paulina Rubio. Il est sorti dans le monde entier le 23 juin 2009 par son actuel label Universal Music. L'album était prévu depuis l'été 2008, initialement avec le nom Pausión.
Le premier single de Causa y Efecto qui a été lancé le 7 mai et a rapidement atteint le sommet du chart américain Billboard "Hot Latin Tracks".
Pour créer le son de Gran City Pop', Paulina Rubio a appelé les producteurs comme Stephen, Chris Rodriguez, Cachorro Lopez, Lester Mendez, et Coti à son atelier à son domicile de Miami Beach pour échanger des idées sur les chansons et les arrangements.

## Singles
- Causa y Efecto est le premier single de Gran City Pop. Le vidéoclip est sorti 6 mai par Universal Music Spain. Le single fait ses débuts à la 45e place du Billboard Hot Latin Songs. Quelques semaines plus tard, il était le numéro 1 sur Hot Latin Songs, Amérique Centrale, Mexique et d'autres pays latino-américains.
- Ni Rosas Ni Juguetes est le deuxième single de Gran City Pop. La chanson a été écrite par Claudia Brant, Noel Schajris et Gianmarco, a été produite par Puppy Lopez et publiée aux États-Unis, en Amérique latine et l'Espagne le 17 août 2009.

## Chansons
| #  | Titre                  | Écrivains                                             | Durée |
| -- | ---------------------- | ----------------------------------------------------- | ----- |
| 01 | Causa y efecto         | Mario Domm/Mónica Vélez                               | 3:37  |
| 02 | La Danza Del Escorpión | Fernando José Montesinos Guerrero                     | 3:10  |
| 03 | Enséñame               | Paulina Rubio/Estéfano/David Cabrera                  | 3:38  |
| 04 | Melodía De Tu Alma     | Paulina Rubio/Estéfano                                | 3:56  |
| 05 | Más Que Amigo          | Paulina Rubio/Estéfano/David Cabrera                  | 3:42  |
| 06 | Ni Rosas Ni Juguetes   | Claudia Brant/Noel Schajris/Gianmarco                 | 3:14  |
| 07 | Amanecí Sin Ti         | I. Padrón/Fernando Osorio/Andres Federico/Levin Wulff | 3:28  |
| 08 | Algo De Ti             | Paulina Rubio/Rafael Vergara/Mauricio Gasca           | 4:05  |
| 09 | A Contra Luz           | Paulina Rubio, Rafael Vergara                         | 3:58  |
| 10 | Escaleras de Arena     | Mario Domm/Mónica Vélez                               | 2:43  |

### Positions
| Pays       | Charts (2009)               | Position maximum |
| ---------- | --------------------------- | ---------------- |
| Mexique    | AMPROFON Top 100            | 1                |
| Colombie   | Mixup Top 100               | 1                |
| Équateur   | Top 50 Albums               | 1                |
| Chili      | Top Charts Albums           | 1                |
| Argentine  | Top 20 Albums CAPIF         | 11               |
| Porto Rico | Top Latin Albums Charts     | 1                |
| Espagne    | Top 100 PROMUSICAE          | 3                |
| États-Unis | Billboard Latin Pop Albums< | 1                |
| États-Unis | Billboard 200               | 44               |
| États-Unis | Billboard Top Latin Albums  | 2                |